# Arbus (technika jądrowa)
Arbus (ros. Арктическая Реакторная Блочная Установка - Arkticzeskaja Reaktornaja Błocznaja Ustanowka; w Polsce Arbuz) – radziecka przenośna elektrociepłownia jądrowa małej mocy.
Obiekt można było zmontować z gotowych segmentów w ciągu 2-3 miesięcy w trudno dostępnym regionie. Arbus mógł dostarczać energię elektryczną o mocy 750 kW(e) i ogrzewać 600 mieszkań przez 2,5 roku bez wymiany paliwa jądrowego. Paliwem w reaktorze był uran wzbogacony do 36% uranu-235. Chłodziwem był olej napędowy (jako chłodziwo organiczne).
Masa elektrociepłowni – 360 t.
Prototyp pracował od 1963 roku w Melekess.